# Sint-Lambertuskerk (Eikevliet)

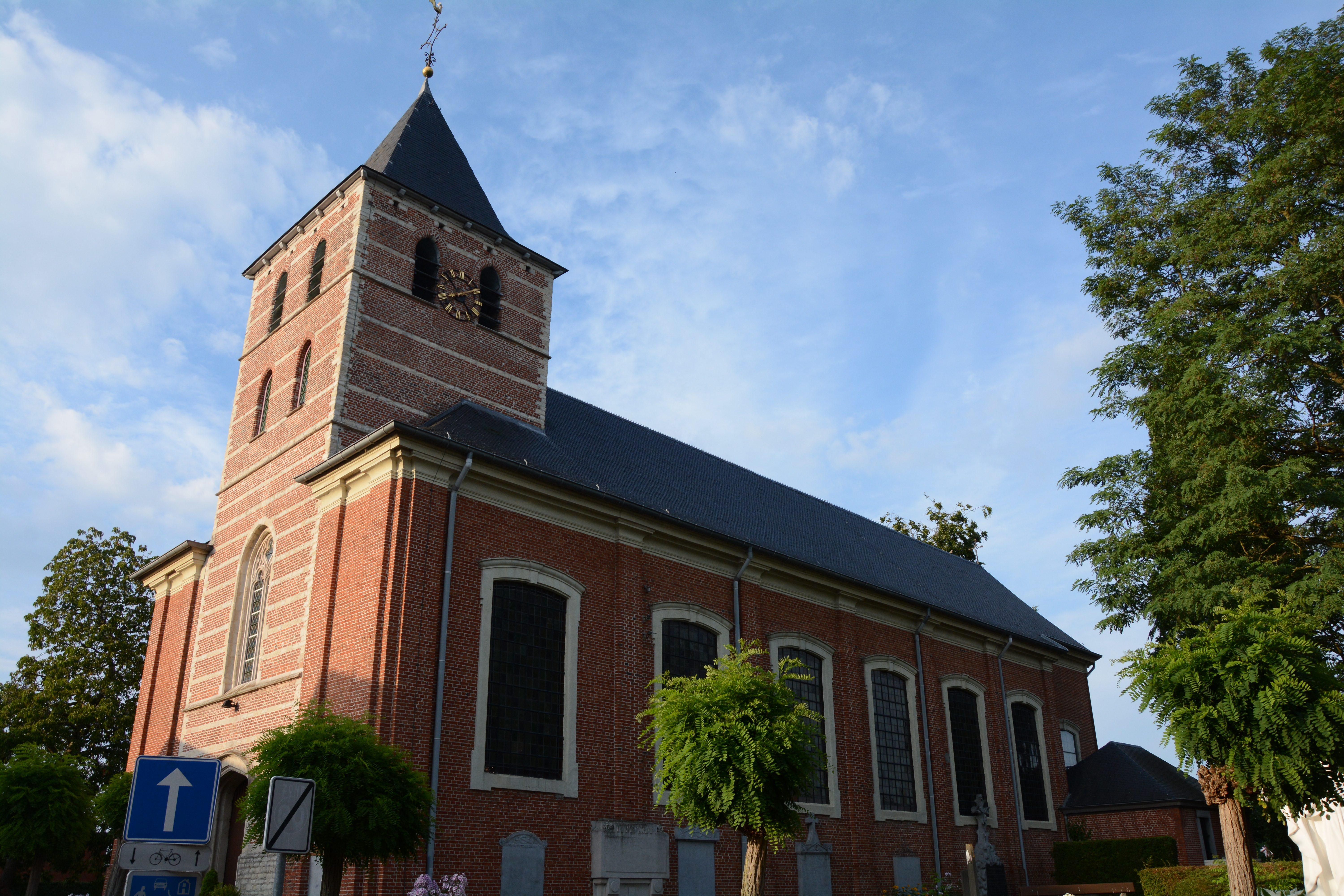
Sint-Lambertuskerk

De Sint-Lambertuskerk is de parochiekerk van de tot de Antwerpse gemeente Bornem behorende plaats Eikevliet, gelegen aan de Richard Caluwaertsstraat.

## Geschiedenis
Eikevliet bezat een eigen kapel die tijdens de godsdiensttwisten in de 16e eeuw werd verwoest en later werd herbouwd. Het tiendrecht van de kapel berustte bij de Abdij van Affligem, die ook zorg droeg voor de bouw van de huidige kerk. Deze werd in 1778-1779 gebouwd op de plaats van de kapel, waarvan de laatgotische toren bleef bewaard. Pas in 1842 werd Eikevliet een parochie, die echter afhankelijk bleef van die van Puurs.

## Gebouw
Het betreft een georiënteerde zaalkerk met ingebouwde toren in laatgotische stijl die uit ongeveer 1500 stamt. Deze toren heeft vier geledingen en is van baksteen met speklagen in zandsteen. De traveeën naast de toren zijn van 1836. Het schip van de kerk is gebouwd in classicistische stijl.

## Interieur
Het schip wordt overkluisd door een gedrukt tongewelf.
De kerk bezit een viertal 17e-eeuwse schilderijen van de Vlaamse School. In de kerk: Jezus zegent de kinderen en Madonna met Kind. In de pastorie: Heilige Antonius Abt en Aanbidding der herders.
De kerk heeft een gepolychromeerd houten Sint-Lambertusbeeld (16e eeuw), een kruisbeeld van ongeveer 1600, een Lambertusbeeld uit de eerste helft van de 18e eeuw en een Sint-Donatusbeeld van ongeveer 1800.
Het kerkmeubilair is overwegend 19e-eeuws.